# 佐里夫卡 (扎波罗热州)
47°51′36″N 36°3′11″E / 47.86000°N 36.05306°E
佐里夫卡（烏克蘭語：Зорівка）是位於烏克蘭東南部的村莊，由扎波羅熱州扎波羅熱区的泰爾努瓦泰市鎮負責管轄。該村面積1.04平方公里，海拔高度137米，2001年人口69，人口密度每平方公里66.4人。